# Madonna del Sacco (Andrea del Sarto)

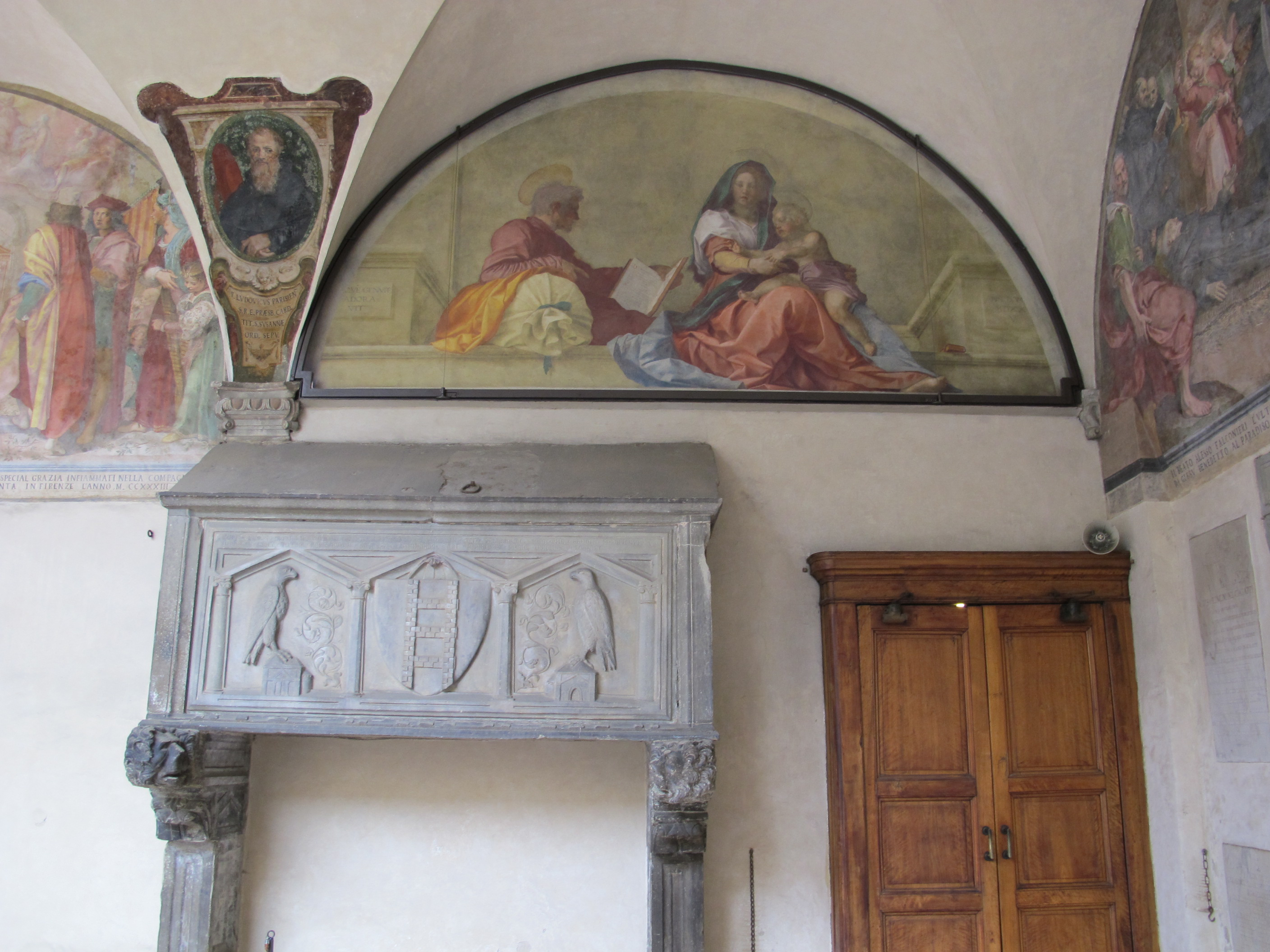
La lunetta come si vede nel chiostro

La Madonna del Sacco è un affresco (191x403 cm) di Andrea del Sarto, databile al 1525 e conservato nel Chiostro dei morti della basilica della Santissima Annunziata di Firenze.

## Storia
L'opera venne dipinta dopo il rientro a Firenze nel 1525, in seguito all'allontanamento dovuto ai rischi di un'epidemia di peste. Vasari ricordò come l'opera fu richiesta da un certo frate Jacopo de' Servi, in attuazione del voto di una devota che aveva lasciato una somma per l'impresa.
Dell'opera esistono due disegni preparatori, al British Museum di Londra (1912-12-14-2) e uno al Cabinet des Dessins del Louvre (n. 1675). Se ne conoscono inoltre sei copie antiche: due a Firenze (convento della Calza e presso l'Ufficio Esportazioni della SBAS), due a Londra (collezioni di Lord Clifforded e del Duca di Gloucester) e due a Roma (Galleria Spada e Palazzo Giustiniani).

## Descrizione e stile
L'opera, che oggi è in uno stato di conservazione non ottimale per via della collocazioni in esterno (e difficilmente fruibile per il vetro di protezione), si trova sopra la porta che collega il chiostro con il transetto della chiesa e fu il primo ad essere realizzato nelle lunette, decorate poi da un ciclo all'inizio del XVII secolo.
L'opera è tra le più celebrate dell'artista, che seppe fondere una visione monumentale con una elegante composizione, ambientata in una terrazza scorciata in maniera ottimizzata per la visione dal basso, tra le estremità di uno zoccolo su cui si appoggiano pilastri, dove si trova anche la firma dell'artista. Maria, tenendo il Bambino in grembo, si sporge in maniera teatrale verso lo spettatore, oltrepassando la cornice ideale con l'amplissimo panneggio della sottana, animato da increspature accartocciate e da riflessi brillanti derivati dall'esempio delle stampe di Dürer.
Leggermente arretrato, di profilo, sta un giovane san Giuseppe, posto di profilo e distratto dalla lettura di un libro, le cui pagine sono rivolte anche verso lo spettatore in un tour de force compositivo. Egli sta appoggiato su un sacco, che dà il nome tradizionale del dipinto, e che qualifica la scena come un Riposo durante la fuga in Egitto. Non è chiaro perché in alcune opere fiorentine di quegli anni si inizi a rappresentare Giuseppe giovane, come ad esempio anche nello Sposalizio della Vergine di Rosso Fiorentino: tra le ipotesi espresse è che si tratti di un'allusione alla renovatio della Chiesa promossa da Leone X e portata avanti da Clemente VII.
L'idea dell'ambientazione proviene forse dalle tre Virtù di Raffaello nella Stanza della Segnatura, mentre l'atteggiamento delle figure ricorda i gruppi degli Antenati di Cristo nelle vele e nelle lunette della Cappella Sistina, di Michelangelo.
Il risultato finale è all'insegna di un solenne equilibrio e di un'eleganza suprema, che ne fa una delle conquiste più alte della fase ultima dell'artista.